# 神奈川県道308号辻堂停車場辻堂線

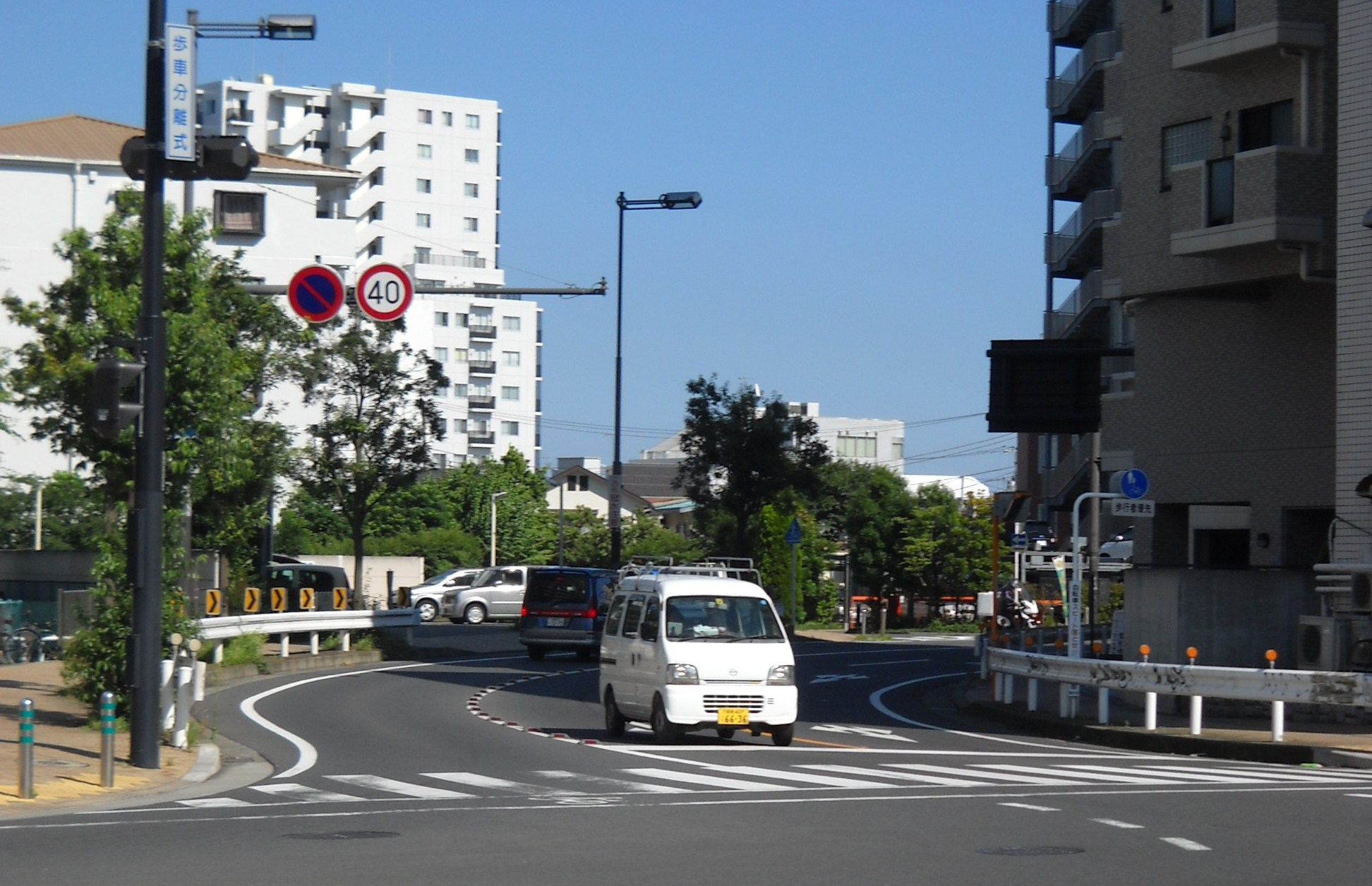
起点の様子（辻堂神台一丁目交差点）

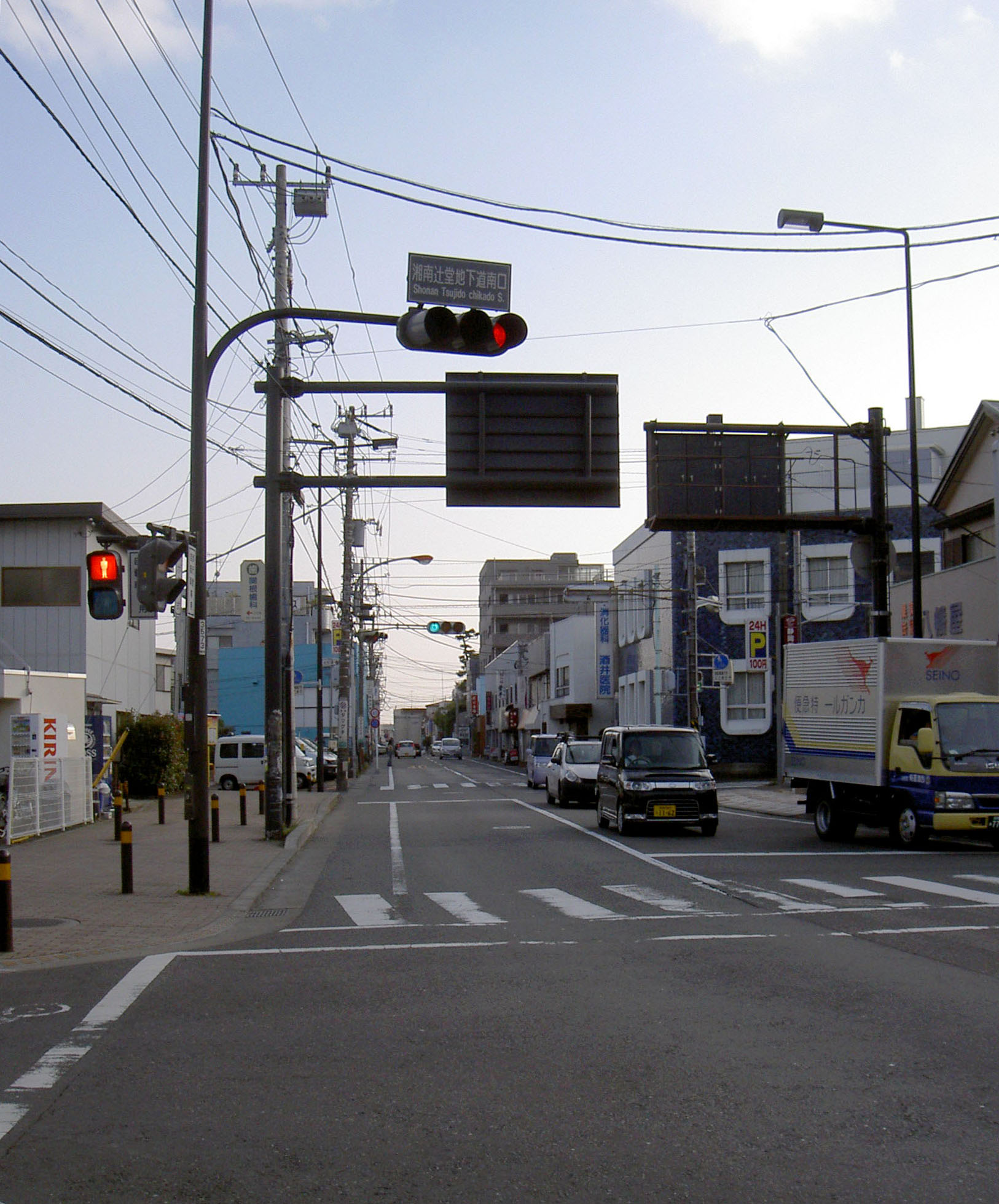
起点から東海道本線の下を地下道でくぐり南下する。

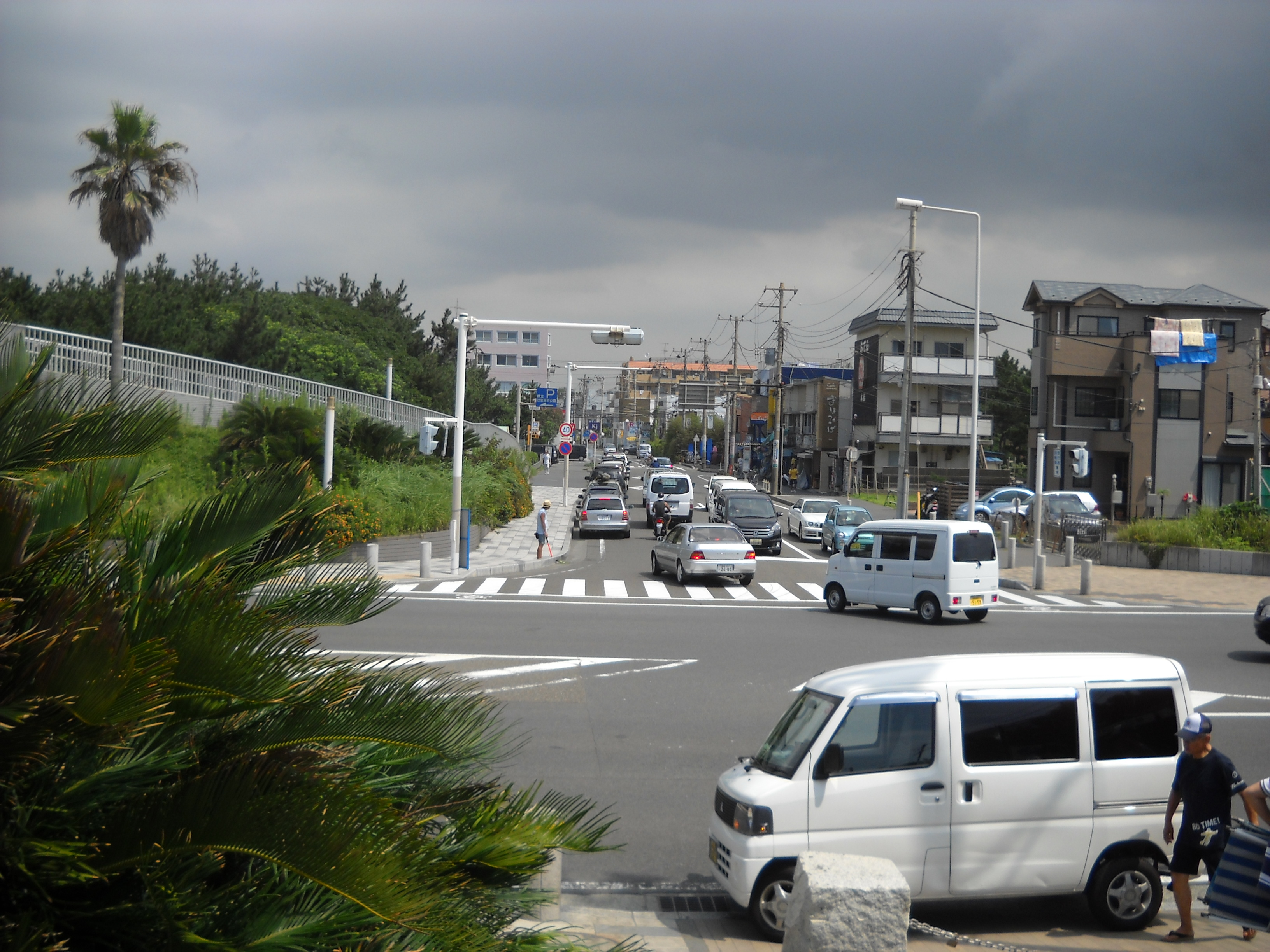
終点の様子（2009年8月8日撮影）

神奈川県道308号辻堂停車場辻堂線（かながわけんどう308ごう つじどうていしゃじょうつじどうせん）は、神奈川県藤沢市を起点・終点とする一般県道。東海道本線辻堂駅と相模湾岸を結ぶ。

## 概要
- 総延長：2.3 km
- 起点：神奈川県藤沢市辻堂神台・辻堂新町 辻堂神台一丁目交差点
- 終点：神奈川県藤沢市辻堂東海岸・辻堂西海岸 浜見山交番前交差点（国道134号）

※括弧内は該当地点で接続する主要道路。
- Google マップ

## 歴史
かつては牛車しか通れない道であった。
- 1935年（昭和10年）8月21日 - 昭和通り開通記念式典を開催。
- 1935年（昭和10年）8月24日 - 国道1号（現在の神奈川県道44号伊勢原藤沢線）と湘南海岸道路（現在の国道134号）を連絡する、神奈川県道辻堂線の一部として開通。
- 1989年（平成元年）12月28日 - 1995年（平成7年）3月31日 - 神奈川県により、藤沢都市計画道路事業三・五・五号辻堂停車場辻堂線として、都市計画事業が施行される[1]。

## 通称
- 昭和通り
- サーファー通り

## 通過する自治体
- 神奈川県藤沢市

## 経路および交差する道路・鉄道路線
- 神奈川県藤沢市
  - 湘南辻堂地下道（東海道本線）
  - 浜見山交差点（神奈川県道30号戸塚茅ヶ崎線）
  - 浜見山交番前交差点（国道134号）

## 沿線の主な施設・地理
- 辻堂駅
- 湘南工科大学
- 湘南工科大学附属高等学校
- 辻堂海浜公園
- 辻堂海岸